# Michael Flowers (basketballer, 1999)
Michael Flowers (Southfield, 14 januari 1999) is een Amerikaans basketballer.

## Carrière
Flowers speelde van 2017 tot 2020 collegebasketbal voor de Western Michigan Broncos. Hij speelde daarna een seizoen voor de South Alabama Jaguars en een seizoen voor de Washington State Cougars. Hij werd niet gekozen in de NBA draft van 2022. Hij tekende daarop bij de Duitse tweedeklasser VfL Kirchheim Knights waar hij een seizoen speelde. Hij speelde in de zomer van 2023 voor het Canadese Ottawa BlackJacks. Hij keerde voor het seizoen 2023/24 terug naar het Duitse VfL Kirchheim Knights waar hij een tweede seizoen speelde. In de zomer van 2024 maakte hij de overstap naar de Belgische eersteklasser Antwerp Giants.